# Семака, Илья

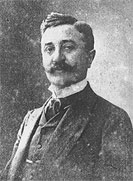
Илья фон Семака

Илья Семака (укр. Ілля Семака, нем. Ilja von Semaka; 23 сентября 1866, Берегомет, Герцогство Буковина, в составе Австро-Венгерской империи — 4 января 1929, Прьевидза, Чехословакия) — австрийско-чешско-украинский общественно-политический деятель конца XIX — первой четверти XX века Буковины, юрист.

## Биография
Сын священника. Изучал право в Черновицком университете. С 1891 работал в судебных инстанциях края. Надсоветник Краевого суда в Черновцах.
Деятель Национально-демократической партии. В 1907—1918 избирался послом (депутатом) в австрийский парламент и буковинский сойм (1911—1918).
Член исполкома Краевого парламента Буковины, член Общей Украинской Рады, высшего и единственного украинского представительства в пределах Австро-Венгрии во время первой мировой войны (1915—1916) в Вене. В конце 1916 — член «Союза украинских парламентских и сеймовых депутатов Буковины».
Активный участник захвата украинцами власти на Буковине (6 ноября 1918). Занимался формированием Временного правительства в северо-западной части Буковины. Совместно с представителем Румынского национального совета А. Ончулом проводил размежевание территории Герцогства Буковина. После оккупации края силами королевской Румынии, выехал из Буковины вместе со всем Временным правительством Северной Буковины в Станислав.
С 1919 — деятель ЗУНР в Вене.
Умер в г. Прьевидза (ныне Словакия), где был в 1920-х годах судьей.